# Hawkesbury (Gloucestershire)
Pour les articles homonymes, voir Hawkesbury (homonymie).
Hawkesbury est une paroisse civile et un village du Gloucestershire, en Angleterre.